# Feedback (album van Rush)
Feedback is een ep van Rush, uitgebracht in 2004 door Anthem Records en Atlantic Records. Er staan acht covers op. De ep werd uitgebracht naar aanleiding van de 30ste verjaardag van het album Rush. De tournee die hierop volgde werd dan ook de 30th Anniversary Tour.

## Nummers
1. Summertime Blues (Eddie Cochran) – 3:52
2. Heart Full of Soul (The Yardbirds) – 2:52
3. The Seeker (The Who) – 3:27
4. For what it's worth (Buffalo Springfield) – 3:30
5. Shapes of Things (The Yardbirds) – 3:16
6. Mr. Soul (Buffalo Springfield) – 3:51
7. Crossroads (Cream) – 3:27
8. Seven and Seven Is (Love) – 2:53

## Artiesten
- Geddy Lee - zang, bas
- Alex Lifeson - gitaar
- Neil Peart - drums